# Itapiúna
Itapiúna este un oraș în statul Ceará (CE) din Brazilia.